# La Chaux-de-Fonds Hornets
I La Chaux-de-Fonds Hornets sono una squadra svizzera di football americano di La Chaux-de-Fonds militante in NSFL, fondata il 15 aprile 2011.

## Dettaglio stagioni

### Tackle football

#### Tornei locali

##### NSFL

###### NSFL Tackle Élite
| Stagione | regular season | regular season | regular season | regular season | regular season | regular season | playoff | playoff | playoff | playoff | playoff | playoff   | playoff    |
|          | Vin            | Par            | Per            | Tot            | PF             | PS             | Vin     | Per     | Tot     | PF      | PS      | risultato | avversaria |
| -------- | -------------- | -------------- | -------------- | -------------- | -------------- | -------------- | ------- | ------- | ------- | ------- | ------- | --------- | ---------- |
| 2013     | 0              | 0              | 7              | 7              | 6              | 477            | -       | -       | -       | -       | -       | -         | -          |
| 2014     | 0              | 0              | 7              | 7              | 18             | 351            | -       | -       | -       | -       | -       | -         | -          |
| 2015     | 0              | 0              | 8              | 8              | 46             | 363            | -       | -       | -       | -       | -       | -         | -          |
| 2017     | 2              | 0              | 5              | 7              | 67             | 157            | -       | -       | -       | -       | -       | -         | -          |
| 2018     | 0              | 0              | 7              | 7              | 14             | 88             | -       | -       | -       | -       | -       | -         | -          |
| Totale   | 2              | 0              | 34             | 36             | 151            | 1136           | -       | -       | -       | -       | -       |           |            |

Fonte: Sito storico SAFV